# Température de fermeture

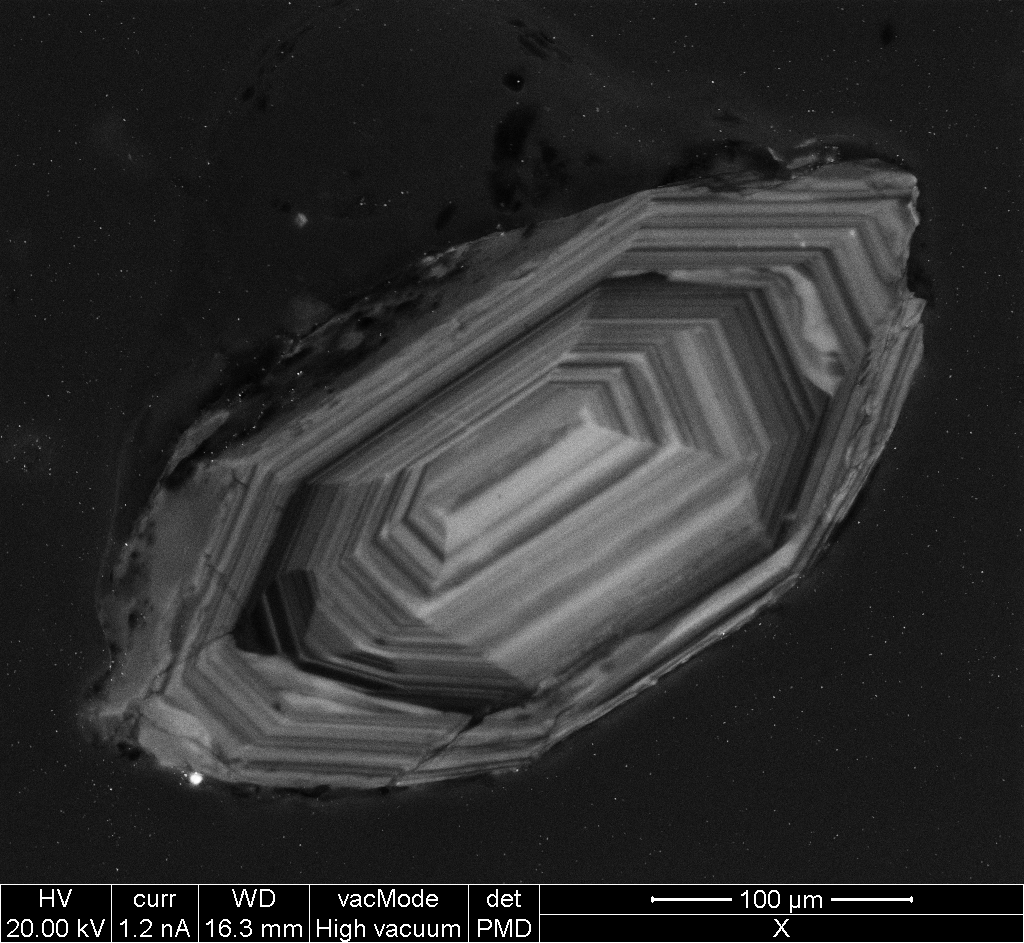
Image MEB - CL d'un grain détritique de zircon. Lors d'une datation par les traces de fission, la température de fermeture du zircon est d'environ 205°C. Un âge de de 300 Ma signifie alors que le grain est à une température inférieure à 205°C depuis 300 millions d'années (et était à une température supérieure auparavant).

En géochronologie isotopique, la température de fermeture correspond à la température d'un système (généralement un minéral), au moment correspondant à son âge radiométrique. En termes physiques, la température de fermeture est la température à laquelle un système a refroidi suffisamment pour qu'il n'y ait plus de diffusion significative des isotopes pères et fils hors du système. Concrètement, si un minéral est daté de 500 Ma par une méthode dont la température de fermeture est X°C, cela signifie que le minéral était à X°C il y a 500 Ma et à une température supérieure auparavant.

## Histoire
La formulation mathématique initiale du concept a été présenté en 1973 dans un article de Martin H. Dodson, « Closure Temperature in Cooling Geochronological and Petrological Systems » (« La Température de fermeture lors du refroidissement de systèmes géochronologiques et pétrographiques ») dans le journal Contributions to Mineralogy and Petrology. Les principes présentés ont été précisés dans les années suivantes pour obtenir une formulation expérimentale utilisable par d'autres scientifiques. Cette température varie largement entre les différents minéraux et diffère également en fonction des isotopes pères et fils utilisés. Il est spécifique à chaque minéral et chaque système isotopique.

## Tableau de valeurs
Les éléments suivants sont les valeurs approximatives des températures de fermetures de certains minéraux répertoriés par système isotopique. Ces valeurs ne sont que des approximations. De meilleures valeurs de températures de fermetures peuvent être obtenues avec une connaissance des conditions de pression ou de morphologie des populations de grains.

### Système Potassium Argon (K-Ar)
| Minéral    | Température de fermeture |
| ---------- | ------------------------ |
| Hornblende | 530 ± 40°C               |
| Muscovite  | ~ 350 °C                 |
| Biotite    | 280 ± 40 °C              |

### Système Uranium-plomb (U-Pb)
| Minéral  | Température de fermeture |
| -------- | ------------------------ |
| Titanite | 600 - 650 °C             |
| Rutile   | 400 - 450 °C             |
| Apatite  | 450 - 500 °C             |
| Zircon   | >1000 °C                 |
| Monazite | >1000 °C                 |

### Système U-Th/He
| Minéral | Température de fermeture |
| ------- | ------------------------ |
| Apatite | ~ 70°C                   |

### Traces de fission
| Minéral  | Température de fermeture |
| -------- | ------------------------ |
| Apatite  | ~ 120 °C                 |
| Zircon   | 205 ± 18 °C              |
| Titanite | ~250 °C                  |